# Campitello (Marcaria)
Campitello è un centro abitato d'Italia, frazione del comune di Marcaria.
Al censimento del 31 dicembre 2020 contava 2 300 abitanti. I suoi abitanti si chiamano Campitellesi.

## Geografia fisica
Il centro abitato è sito a 25 m sul livello del mare, a breve distanza dal fiume Oglio.

## Monumenti e luoghi d'interesse
- Chiesa di San Celestino I (XVI secolo)[2]
- Il Palazzone.[3] Dimora nobiliare di inizi Seicento di Alessandro Gonzaga (il suo nome ancora compare con la data 1611 sull'architrave d'ingresso) è caratterizzato dal sopralzo a timpano (oggi sulla retrofacciata) e dal pomposo portale d'ingresso alla corte. Nel Catasto Teresiano (1775) è proprietà della Duchessa di Modena e Massa e nel 1840 viene ceduto ai Chizzolini, esponenti della borghesia locale. Destinato nel 1927 a divenire ospedale per i poveri del paese per volontà testamentaria della vedova Olimpia Muzzani, torna negli anni cinquanta all'erede legittima, perché vengono disattese le volontà della testatrice.

## Infrastrutture e trasporti

### Strade
Il paese di Campitello è attraversato dall'ex strada statale 420, che unisce Parma a Mantova.